# Степанова, Альбина Николаевна
Степанова, Альбина Николаевна (21.07.1929 — 20.10.2017) — советский, русский ученый-лингвист. Основатель минской школы функциональной романистики. Профессор, доктор филологических наук, заслуженный деятель науки Республики Беларусь.

## Биография
А. Н. Степанова родилась в городе Павлово Горьковской области в семье служащих: отец — директор военного авиационного завода, журналист, мать — заведующая детским садом.
Окончив в 1947 году среднюю школу, она поступает на факультет иностранных языков Горьковского педагогического института. Сталинская стипендиатка. А. Н. Степанова начинает свою трудовую биографию в 1951 году преподавателем английского языка в средней школе № 10 города Чкалов, затем работает в Оренбургском педагогическом институте, где её специальностью стал французский язык. В 1960 году Альбина Николаевна поступает в аспирантуру Московского государственного педагогического института иностранных языков им. М. Тореза к профессору Людмиле Ивановне Илия.
Досрочно, за полгода до окончания аспирантуры, Альбина Николаевна защищает кандидатскую диссертацию по теме «Функционально-семантическая категория переходности в современном французском языке».
С сентября 1965 года начинается минский период в научно-педагогической деятельности Альбины Николаевны Степановой, период чрезвычайно интенсивный и плодотворный. А. Н. Степанова была приглашена в Минский государственный институт иностранных языков, на то время один из лучших профильных вузов СССР. Сначала она возглавляет кафедру грамматики и истории французского языка, а затем, после отделения кафедры грамматики в 1968 году, заведует последней до 1994 года.
А. Н. Степанова активно занимается разработкой проблем преморфологических единиц во французском языке. Её интересуют вопросы организации и построения типов грамматических форм, взаимодействия лексической и грамматической семантики различных уровней языка. В 1979 году она защищает докторскую диссертацию по теме «К проблеме формирования раздельно оформленных единиц французского языка», пополнив когорту известных ученых-романистов Советского Союза.
Круг научных интересов А. Н. Степановой чрезвычайно широк: от проблематики семантического синтаксиса до коммуникативной лингвистики и прагматики. Рассматривая язык как творческую деятельность говорящего субъекта, Альбина Николаевна интенсивно занимается изучением функциональных свойств единиц языка с позиции субъекта, осуществляющего единство языка и речи. Она рассматривает референцию говорящего как движущую силу в использовании знаков и в формировании прагматических значений. В поле зрения ученого — проблемы асимметричности языкового знака, вопросы языковой нормы, её нарушений с точки зрения логики и эмоций. Результаты исследований изложены в многочисленных публикациях, среди которых фундаментальные «К проблеме грамматической формы и грамматической категории» (1972), «Преморфологические единицы французского языка», (1975), «Очерки-размышления и цитации о прагмасинтаксисе французского языка: имя и его детерминативы», (2000), «Говорящий субъект: его временное пространство, статус и функции».
Возглавляемый А. Н. Степановой коллектив ученых кафедры грамматики разработал пять научно-исследовательских тем, координируемых Институтом языкознания Национальной академии наук Республики Беларусь, среди них, например, такие как: «Непрямая референция лингвистического знака в речевом употреблении говорящего субъекта», «Система языка как основа прагматической организации речи в аспекте референции говорящего», «Эмоции как основа организации письменной коммуникации». Эти научные изыскания позволили ей создать активно действующую школу функциональной лингвистики и подготовить более 40 кандидатов филологических наук.
А. Н. Степанова воспитывала в своих учениках любовь к науке о языке, добросовестность, стремление к творческому подходу и самостоятельности. Вся профессиональная деятельность А. Н. Степановой была посвящена подготовке высококвалифицированных лингвистов. Имя А. Н. Степановой широко известно в странах ближнего и дальнего зарубежья.

## Награды и признание
- Заслуженный деятель науки Республики Беларусь

## Научные труды
Библиографический список трудов доктора филологических наук, профессора А. Н. Степановой:
1. К проблеме формирования грамматических и лексических единиц в современном французском языке (на материале раздельнооформленных структур): автореф. дис. … д-ра филол. наук : 10.02.05 / А. Н. Степанова ; МГПИИЯ им. М. Тореза. — М., 1976. — 37 с.

### Книги
1. Очерки-размышления и цитации о прагмасинтаксисе французского языка: имя и его детерминативы / А. Н. Степанова; рец.: В. А. Павловский [и др.] ; Минский гос. лингвист. ун-т. — Минск : МГЛУ, 2000. — 279 с. — Библиогр.: с. 272—278.
2. Говорящий субъект: его временное пространство, статус и функции : размышления и цитации / А. Н. Степанова ; Минский гос. лингвист. ун-т. — Минск : МГЛУ, 2003. — 186 с.
3. Вторичная номинация в современном французском языке / А. Н. Степанова, А. А. Кирюшкина ; Минский гос. лингвист. ун-т. — Минск : МГЛУ, 2006. — 36 с.
4. Темпоральная организация художественного текста : на материале фр. яз. / А. Н. Степанова, Е. В. Воронова ; Минский гос. лингвист. ун-т. — Минск : МГЛУ, 2007. — 53 с.
5. Семантико-синтаксическая организация текстов разных типов : для студентов, магистрантов и аспирантов, изучающих лексику, грамматику и теорию фр. яз. / А. Н. Степанова, И. И. Бартенева. — Минск : Витпостер, 2014. — 88 с.
6. Теоретическая грамматика французского языка : учеб. пособие / А. Н. Степанова, В. Д. Бурло, С. А. Шашкова. — Минск : МГЛУ, 2015. — 259 с.

### Статьи
1. О статистическом методе в лингвистике (по работам П. Гиро) / А. Н. Степанова. — Иностранные языки в высшей школе. — М., 1962. — С. 143—150.
2. К вопросу о косвенной переходности в современном французском языке / А. Н. Степанова // Вопросы германской и романской филологии / редкол.: Л. И. Базилевич [и др.] — М., 1963. — С. 230—244.
3. К вопросу о формальных критериях разграничения косвенного объектного дополнения и обстоятельства в современном французском языке / А. Н. Степанова // Иностранные языки в высшей школе. — М., 1963. — Вып. 2. — С. 151—159.
4. Дистрибутивные признаки категории дополнения в современном французском языке / А. Н. Степанова // Некоторые вопросы романо-германской филологии. — Челябинск, 1965. — С. 10-22.
5. Глагол как часть речи и как член предложений / А. Н. Степанова // Материалы XIX науч.-теорет. конф. (3-7 февр.) / Минский гос. пед. ин-т иностр. яз. — Минск, 1967. — С. 73-74.
6. К вопросу о взаимодействии синтаксиса и семантики (дистрибутивная характеристика глагола «приходить» во французском и румынском языках) / Л. А. Новак, А. Н. Степанова // Материалы XIX науч.-теорет. конф. (3-7 февр.) / Минский гос. пед. ин-т иностр. яз. — Минск, 1967. — С. 148—151
7. Категория обстоятельства образа действия и имя прилагательное / А. Н. Степанова // Романо-германское языкознание : (материалы Респ. конф. по итогам науч. работы вузов) / отв. ред. В. В. Макаров. Минск, 1969. — Вып. 1. — С. 229—230.
8. Некоторые семантико-синтаксические особенности французского глагола pouvoir в сопоставлении с румынским глаголом putea(a) / Новак, Л. А., Степанова А. Н. // Романо-германское языкознание : (материалы Респ. конф. по итогам науч. работы вузов) / отв. ред. В. В. Макаров. — Минск, 1969. — Вып. 2. — С. 66-76.
9. От синтагмы к слову (на материале романских языков) / Л. А. Новак, Л. М. Скрелина, А. Н. Степанова // Романо-германское языкознание : (материалы Респ. конф. по итогам науч. работы вузов) / отв. ред. В. В. Макаров. — Минск, 1969. — Вып. 2. — С. 91-96.
10. Эволюция формы имени и проблема аналитического склонения в романских языках / Л. А. Новак, Л. М. Скрелина, А. Н. Степанова // Проблемы диахронии и синхронии в изучении романских языков : материалы III Всесоюзного совещания по романским языкам (21-24 июня 1967 г.). — Минск, 1970. — Ч. 2. — С. 252—263.
11. О транзитивности французского слова и формах её проявления / А. Н. Степанова // Романское и германское языкознание / Минский гос. пед ин-т иностр. языков ; А. И. Киселевский (гл. ред.). — Минск, 1974. — С.104-109.
12. О специфике межуровневой семантики раздельнооформленных единиц французского языка / А. Н. Степанова // Романское и германское языкознание / редкол.: З. Н. Левит [и др.]. — Минск,1979. -Вып. 2. — С. 70-75.
13. О моделировании целевой ситуации и её номинация в языке / А. Н. Степанова, Л. И. Сухоцкая // Иностранные языки в школе. — 1980. — № 6. — С. 11-16.
14. О референции и референте / А. Н. Степанова // Грамматика, лексикология и стилистика романских и германских языков / Минский гос. пед. ин-т иностр. яз. ; редкол.: Г. Я. Панкрац (гл. ред.) [и др.] — Минск,1980. — С. 142—148.
15. О синтаксической форме сказуемого со значением качественного сравнения во французском языке / А. Н. Степанова, Н. А. Рыбкина // Романское и германское языкознание / гл. ред. А. И. Киселевский. — Минск, 1980. — Вып. 10. — С. 65-70.
16. Об актуальности знака и его соотнесенности с «картиной мира» / А. Н. Степанова // Функционирование и развитие языковых систем : тезисы докл. Науч. конф. молодых ученых, аспирантов и соискателей по итогам науч.-исслед. работы за 1976—1980-е гг. / Минский гос. пед. ин-т иностр. яз. — Минск, 1981. — С. 3-6.
17. Авторизованное высказывание в современном французском языке / А. Н. Степанова, С. А. Шашкова // Романское и германское языкознание. — Минск, 1983. — Вып. 13. — С. 16-20.
18. Реализация семантики существительного прямообъектным и атрибутивным местоимениями / А. Н. Степанова // Романское и германское языкознание.- Минск, 1984. — Вып. 14. — С. 41-45.
19. Прагматический порядок компонентов текста / А. Н. Степанова, В. Д. Бурло // Семантика и прагматика французского предложения. — Пятигорск, 1988. — С. 40-47
20. О некоторых нарушениях синтаксической нормы французского языка и роли субъекта / В. Д. Бурло, А. Н. Степанова // Функционирование и развитие языковых систем / редкол.: А. П. Клименко (гл. ред.) [и др.]. — Минск, 1990. — С. 4-8.
21. Широкозначные слова в функциональном аспекте (на материале французского языка) / А. Н. Степанова // Романские языки: семантика, прагматика, социолингвистика : сб. науч. тр. / ЛГУ. — Л., 1990. — Вып. 4. — С. 49-58
22. Референция как интенция говорящего / А. Н. Степанова // Актуальные вопросы языкознания и интенсификации преподавания иностранных языков : сб науч. тр. / ред.: А. В. Данилович, М. И. Кусков. — Минск, 1993. — С. 202—207.
23. «Человеческий фактор» и линейное построение речевых единиц / А. Н. Степанова // Узаемадзеянне граматычнага і «чалавечага» фактараў у функцыяніраванні лінгвістычных адзінак / МДзЛУ. — Мінск, 1995. — Ч. 2. — С. 33-40.
24. Синтаксическая позиция французского имени и фактор говорящего / А. Н. Степанова // Вестник МГЛУ. Сер. 1, Филология. — 1997. — N 1.- С. 69-72.
25. Связь(или единство?) грамматики и прагматики / А. Н. Степанова // Актуальные проблемы современной лингвистики / науч. ред. З. А. Харитончик ; Минский гос. лингвист. ун-т. — Минск, 1997. — С. 13-14.
26. Образность и непрямая номинация / А. Н. Степанова // Семантика, прагматика и грамматика организации единиц различных уровней / под ред. А. Н. Степановой ; Минский гос. лингвист. ун-т : в 2 ч. — Минск, 1997. — Ч. 2. — С. 35-43.
27. О референции имени и глагола / А. Н. Степанова // Проблемы семантического описания единиц языка и речи : материалы докл. Междунар. конф., посвящ. 50-летию МГЛУ / Минский гос. лингвист. ун-т; редкол.: Н. П. Баранова (отв. ред.) [и др.] : в 2 ч. — Минск, 1998. — Ч. 2. — С. 129—130.
28. Об эмотивных антропонимах во французском языке / А. Н. Степанова // Материалы юбилейной научной конференции преподавателей и аспирантов МГЛУ, посвященной 50-летию университета, 23-24 апреля 1998 г. : в 3 ч. — Минск, 1999. — Ч. 2.- С. 114—115.
29. «Референциальная точка» говорящего / А. Н. Степанова // Вестник МГЛУ. Сер. 1, Филология. — Минск, 1999. — № 5. — С. 97-100.
30. О полифонии текста / А. Н. Степанова // От слова к тексту : материалы докл. Междунар. науч. конф., Минск, 13-14 нояб. 2000 г. : в 3 ч. / редкол.: Н. П. Баранова (отв. ред.) [и др.]. — Минск, 2000. — Ч. 2. — С. 176—177.
31. Об асимметричности нулевого артикля / А. Н. Степанова // Лексическая, грамматическая и прагматическая семантика функциональных единиц французского языка : сб. науч. ст. : в 2 ч. / Минский гос. лингвист. ун-т. — Минск, 2000. — Ч. 1. — С. 50-55.
32. Свидетель и наблюдатель — два голоса говорящего. / А. Н. Степанова // Материалы ежегодной научной конференции преподавателей и аспирантов университета 26-27 апреля 2001 г. : в 3 ч. / Минский гос. лингвист. ун-т. — Минск, 2001. — Ч. 2. — С. 92-94.
33. Временное пространство говорящего / А. Н. Степанова // Труды ученых лингвистических вузов / Минский гос. лингвист. ун-т — Минск, 2001. — С. 179—182.
34. История французского языка / А. Н. Степанова [и др.] // Вестник МГЛУ. Сер. 1, Филология. — 2002. — № 9. — С. 135—137.
35. Момент «вечного настоящего» как момент речи говорящего / А. Н. Степанова // Материалы ежегодной научной конференции преподавателей и аспирантов университета, 16-17 апреля 2002 г. : в 3 ч. / Минский гос. лингвист. ун-т. — Минск, 2003. — Ч. 2. — С. 69-70.
36. «Голос» или «субъект сознания» в тексте / А. Н. Степанова // Материалы ежегодной научной конференции преподавателей и аспирантов университета, 16-17 апреля 2003 г. : в 4 ч. / Минский гос. лингвист. ун-т. — Минск, 2003. — Ч. 3. — С. 102—103.
37. О концептуальной категории модализации во французском языке / А. Н. Степанова // Прагматический и социокультурный аспекты единиц французского языка: сб. науч. ст. преподавателей и аспирантов : в 2 ч. / Минский гос. лингвист ун-т. — Минск, 2004. — Ч. 1. — С. 65-69.
38. О многомерности прагматической категории говорящего субъекта / А. Н. Степанова // Языковые категории: границы и свойства : материалы докл. Междунар. науч. конф., Минск, 22-23 марта 2004 г. : в 2 ч. / Минский гос. лингвист. ун-т. — Минск, 2004. — Ч. 1. — С. 89-91.
39. Косвенная номинация как параметр дискурса / А. Н. Степанова // Номинация и дискурс : материалы Междунар. науч. конф., Минск, 8-9 нояб. 2006 г. / З. А. Харитончик (отв. ред) [и др.] : в 2 ч. — Минск, 2006. — Ч. 1. — С. 53-54.
40. Людмила Георгиевна Веденина — филолог и педагог / А. Н. Степанова // Иностранные языки в школе. — 2007. — N 4. — С. 108—111.
41. О прозрачности голоса в художественном тексте / Альбина Николаевна Степанова // Язык и действительность : сб. науч. трудов памяти В. Г. Гака / редкол.: С. Г. Тер-Минасова (пред.) [и др.]. — М., 2007. — С. 207—210.
42. О прагматике: лексической и грамматической / А. Н. Степанова // Язык и дискурс в статике и динамике : тезисы докл. Междунар. науч. конф. , Минск, 14-15 ноября 2008 г. / редкол. : З. А. Харитончик (отв. ред.), [и др.]. — Минск, 2008. — С. 286—288.
43. Об открытости системы языка / А. Н. Степанова // Актуальные проблемы романской филологии (французский, испанский, итальянский языки) : сб. науч. ст. / Минский гос. лингвист. ун-т; редкол.: Л. Ф. Кистанова [и др.] . — Минск, 2009. — С. 4-6.
44. Об эгоцентризме нулевого артикля во французском языке / А. Н. Степанова // Проблемы современной романистики: язык и культура в контексте интеракции : сб. науч. ст. / редкол.: С. А. Шашкова [и др.]. — Минск, 2009. — С. 5-9.
45. Аномалия в языке и речи : (на материале французского языка) / А. Н. Степанова // Актуальные проблемы теоретической и прикладной лингвистики : материалы Междунар. науч. конф., посвящ. памяти проф. Р. Г. Пиотровского, Минск, 15-16 июня 2010 г. : в 2 ч. / Минский гос. лингвист. ун-т; редкол.: А. В. Зубов (отв. ред.) [и др.]. — Минск, 2010. — Ч. 1. — С. 32-36.
46. Грамматическое отклонение как прагматическая норма / А. Н. Степанова // Материалы ежегодной научной конференции преподавателей и аспирантов университета, 27-28 апреля, 2010 г. : в 5 ч. / Минский гос. лингвист. ун-т; редкол.: Н. П. Баранова (отв. ред.) и др.]. — Минск, 2010. Ч. 4. — С. 248—250.
47. О психологической референции лингвистического знака / А. Н. Степанова // Актуальные проблемы романской филологии: язык как ключ к постижению культуры : сб. науч. ст. / Минский гос. лингвист. ун-т; редкол.: Е. А. Булат (отв. ред.) [и др.] . — Минск, 2010. — С. 4-10.
48. Референтные отношения в сложноподчиненном комплексе с относительным придаточным предложением / Альбина Николаевна Степанова, Светлана Андреевна Шашкова // Вестник МГЛУ. Сер. 1, Филология / Минский гос. лингвист. ун-т; редкол.: А. М. Горлатов (отв. ред.) [и др.]. — Минск, 2011. — N 5 (54). — С. 128—134.
49. Референция — составляющая речевого акта / А. Н. Степанова // Материалы ежегодной научной конференции преподавателей и аспирантов университета, 27-28 апреля 2011 г. : в 5 ч. / Минский гос. лингвист. ун-т; редкол.: Н. П. Баранова (отв. ред.) [и др.]. — Минск, 2011. — Ч. 3. — С. 231—233.
50. Полиреферентность имени собственного / А. Н. Степанова // Актуальные проблемы романской филологии: роль языка в формировании многомерного социокультурного пространства : сб. науч. ст. / Минский гос. лингвист. ун-т; редкол.: Ф. Т. Михасенко (отв. ред.) [и др.] . — Минск, 2012. — С. 4-7.
51. Инфинитив в абсолютной позиции и в ситуации / Альбина Николаевна Степанова, Светлана Андреевна Шашкова // Вестник МГЛУ. Сер. 1, Филология / Минский гос. лингвист. ун-т; редкол.: А. М. Горлатов (отв. ред.) [и др.]. — Минск, 2012. — N 4 (59). — С. 93-99.
52. О референции, интенции и эмоции / Альбина Николаевна Степанова // Романские языки в аспекте культуры и дидактики : сб. науч. ст. / Минский гос. лингвист. ун-т; редкол.: В. В. Макаров (отв. ред.) [и др.]. — Минск, 2013. — С. 7-11.
53. Артикль как показатель изменения интенции говорящего / А. Н. Степанова // Сопоставительные исследования разноструктурных языков : сб. науч. ст. / редкол.: А. М. Горлатов [и др.]. — Минск, 2015. — С. 110—116.
54. Конкреция и асимметрия абстрактного имени в речи — результат системного и антисистемного движения артикля / Альбина Николаевна Степанова // Аномалия в языке, гармония в речи : сб. науч. ст. / Минский гос. лингвист. ун-т; редкол.: А. Е. Крючкова (отв. ред.) [и др.]. — Минск, 2016. — С. 6-11.